# Stanisław Moniuszko
Stanisław Moniuszko (în belarusă Станіслаў Манюшка, în lituaniană Stanislovas Moniuška, în rusă Станислав Монюшко; n. 17 mai 1819, Ubieĺ⁠(d), uezdul Igumen⁠(d), gubernia Minsk⁠(d), Imperiul Rus – d. 4 iunie 1872, Varșovia, Imperiul Rus) a fost un  compozitor polonez, născut în Belarus, în acea vreme în Imperiul Rus.
Este considerat fondatorul școlii naționale poloneze de operă. Melodiile, muzica sa liturgică, două din operele sale "Halka" și  "Castelul vrăjit", ca și cele două cvartete de coarde  pe care le-a compus fac parte și astăzi din repertoriul muzical mondial.

## Viața
S-a născut în așezarea Ubiel lângă Minsk, în acele timpuri în districtul Iegumen din gubernia Minsk, în familia unor latifundiari, oameni cultivați, posesori de educație muzicală, aflată în relații de rudenie cu dinastia de nobili Lubicz. Tatăl, Czeslaw  Moniuszko, s-a stabilit în regiune după ce a servit drept comandant  al unei unități de călăreți polonezi - lituanieni pe lângă statul major al mareșalului francez Murat în timpul campaniei lui Napoleon în Rusia. Stanislaw a petrecut cea mai mare parte a copilăriei la Varșovia și la Minsk.
Primele lecții de pian și de muzică le-a luat de la mama sa, Jelizaweta, apoi a învățat cu August Freyer la Varșovia între anii 1827 - 1830. Mai târziu, între anii 1830-1837, a studiat compoziția la școala de muzică a lui Dominik Stefanowicz la Minsk, ca pe urmă să se înscrie la Conservatorul din Berlin, unde va studia între anii 1837 - 1839. S-a concentrat mai cu seamă asupra studiilor de compoziție și de dirijat coruri, fiind elevul  lui Friedrich Rungenhagen. 
În anul 1840 s-a stabilit la Vilnius (pe atunci Wilno), unde s-a căsătorit cu Alexandra  Müller, o tânără de bună condiție. La Vilnius a fost angajat ca organist la biserica Sfântul Ioan, în același timp dând lecții de pian și muzică. Între elevii săi în acea perioadă s-au numărat și aristocrați ca de pildă conții Józef și Kajetan Sałtanowicz și viitorul compozitor rus Țezar Cui.

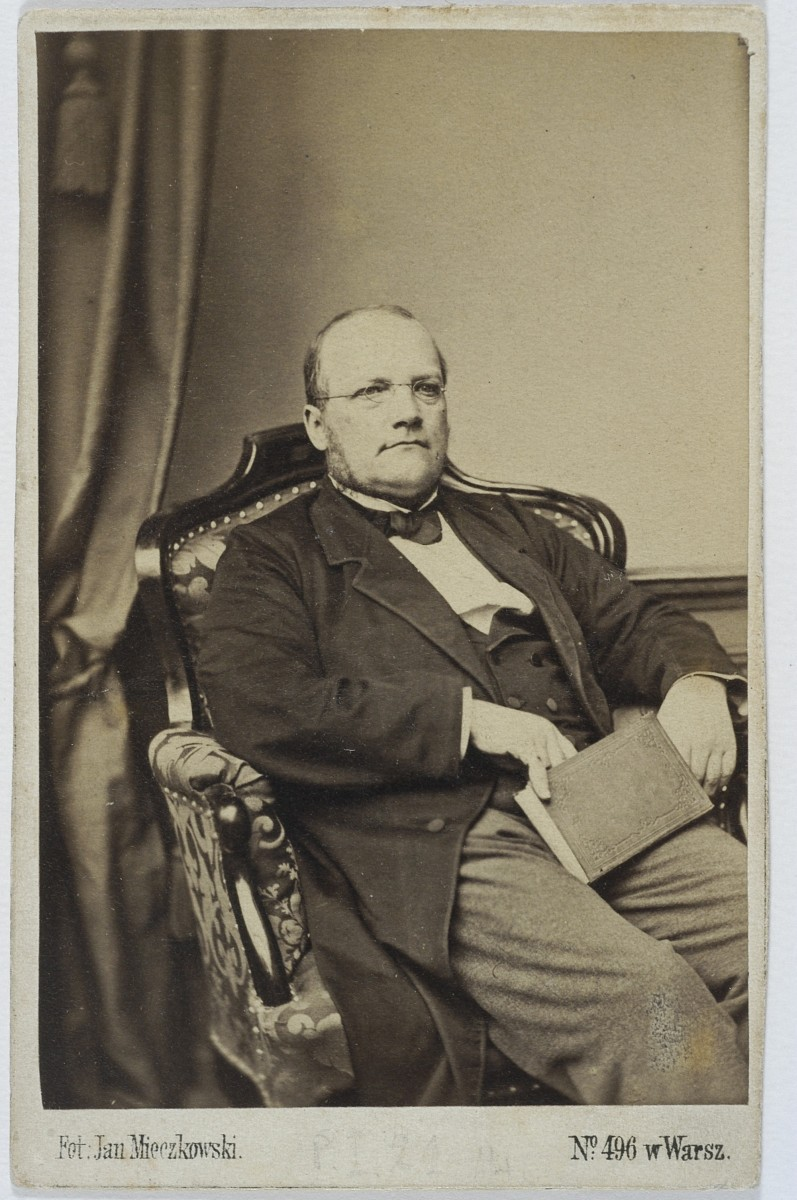
Moniuszko prin anul 1865, fotografie de Jan Mieczkowski

Compozitorul a avut de înfruntat numeroase dificultăți  economice, mai ales după ce familia i-a devenit numeroasă, ajungând la zece copii. Erau zile când în jurul mesei de prânz la soții Moniuszko se adunau și 18 persoane, inclusiv doicile și servitorii.  
Începând din anul 1850 a devenit dirijorul teatrului municipal.
În această calitate a dirijat, cu un cor de amatori, Requiemul lui W. A. Mozart, precum și oratorii de J. Haydn și F. Mendelssohn.   
A popularizat, între altele, și lucrări simfonice, ca de pildă, cele ale lui Beethoven și ale lui Gasparo Spontini, compozitor pe care l-a cunoscut personal la Berlin.  În cei 18 ani de activitate la Vilnius  Moniuszko a avut  o contribuție însemnată la transformarea orașului într-un centru muzical.
După succesul operei  sale "Halka" în anul 1858 Moniuszko a fost numit dirijor al Operei (Teatrul Mare = Teatr Wielki) din Varșovia și și-a trăit tot restul anilor în acest oraș. 
Din anul 1864  a fost profesor de compoziție și instrumentație la Institutul de muzică din Varșovia ,
Printre elevii săi s-au  numărat  Țezar Cui, Henryk Jarecki și Zygmunt Noszkowski.
În cursul anilor a făcut călătorii în străinătate , de pildă  în anul 1862  la Paris, unde i-a cunoscut pe confrații de   meserie  Auber și Gounod .
Moniuszko a îmbinat în creațiile sale stilul clasic polonez cu influențe din operaitaliană (Bellini) și din muzica romantică germană (Schubert, Mendelssohn) și din muzica rusă (Glinka). El s-a distins  ca un deosebit creator de melodii în care se poate recunoaște și inspirația din folclorul polonez, bielorus și lituanian. Multe din  operele  lui Moniuszko conțin referințe critice față de diverse aspecte sociale negative din Imperiul țarist. În opera sa  cea mai cunoscută, "Halka", răzbate rezonanța revoluției din "Primăvara popoarelor" din anii 1848-1849, mesajul fiind cel de protest împotriva injustiției sociale. Din punct de vedere muzical în această   operă iese din comun folosirea unei tehnici asemănătoare "leitmotivului"  din operele lui Wagner, iar în orchestrație se simte influența lui Weber.
Și în cealaltă operă mai însemnată, "Castelul vrăjit" se resimte spiritul atmosferei ce domnea în rândurile polonilor după înăbușirea revoltei naționale din 1863. Pătrunse de sentimente patriotice sunt și operele "Contesa" și "Verbum nobile" ("Cuvânt de onoare"), iar nedreptățile  sociale  se oglindesc și în opera "Parya".
Numele lui Moniuszko și-a câștigat faimă în toate păturile societății poloneze.
După ce s-a stins din viață în urma unui atac de cord, procesiunea funerară la înmormântarea sa, la care au participat circa șaizeci de mii de persoane, s-a transformat  într-o adevărată demonstrație de masă. Mormântul său se află în cimitirul Powazki din capitala poloneză.

## Opera
Muzica  vocală
- 300-400  lieduri , între altele  pe versuri  de Adam Mickiewicz ("Trei cântece" - prima lucrare publicată  a lui  Moniuszko), Lenartowicz, Czaczםt, Odienicz, etc

- muzica corală:

6 misse
1 requiem
4  Litanii
Cantate: 
pe text de Adam Mickiewicz: 
"Widma" ( "Stafiile") - înainte de 1859
"Sonete din Crimeea1867
peste  15 opere:
"Noapte  în Apenini" (Nocleg w Apeninach)Vilnius , 1839
"Apa fermecată" - după  libretul  scriitorului bielorus  Vikenti Donin-Marcinkiewicz 1840
" Halka "  - Vilnius (1848), apoi (1854) , in noua versiune -Varșovia ( 1858)
" Noul Don Quijote " (Nowy Don  Kiszot) Lwow (Lemberg) 1849
" Loteria " Varșovia (1846)
" Țiganii" - Vilnius (1852)-  în noua versiune "Jawnuta" Varșovia  (1860)
" Bettly" Vilnius (1852)
" Idilă la țară" Minsk (1852) 
" Plutașul " ("Flis ") Varșovia (1858)
" Contesa" ("Hrabina") Varșovia  (1860) 
"Cuvânt de onoare " ("Verbum nobile") Varșovia (1861)
"Castelul vrăjit" ("Strazny dwór") Varșovia (1865)
"Paria"  Varșovia (1869)
melodrama "Beata"  1872
Balete :
"Monte Christo" 1866
Muzica  instrumentală
3 uverturi :
"Basm" (Baijka) (1848) închinată compozitorului rus Dargomâjski
"Kain"
"Militară"
Poloneza concertantă (1848)
Cvartete  de coarde; 1839, 1840.
Muzica de scenă: pentru piese de Shakespeare ("Hamlet", "Neguțătorul din Veneția "), de Friedrich Schiller (Hoții), "Oamenii din  Carpați" de Józef Korzeniowski,"Lila Wanda" de Julius Slowacki
Tratat de armonie (1871)